# Сопин, Алексей Николаевич
Алексей Николаевич Сопин (род. 4 марта 1987, Жуковский, Московская область) — российский хоккеист, защитник. Мастер спорта России (2013). Хоккейный функционер.

## Биография
Выпускник СДЮШОР «Динамо» Москва (2004). В сезоне 2003/04 дебютировал  в первой лиге первенства России в составе «Динамо-2». Во второй половине следующего сезона играл за латвийский клуб «Металлург» Лиепая. В сезонах 2005/06 и 2006/07 играл в Суперлиге за «Динамо», а также за «Капитан» Ступино и «Динамо-2». Выступал за «Металлург» Новокузнецк и «Капитан» (2007/08) и ХК ВМФ СПб (2008/09 — 2009/10). В 2010 году подписал двусторонний контракт КХЛ/ВХЛ с системой московского «Динамо». Выступал в ВХЛ за «Динамо» Тверь (2010/11) и «Динамо» Балашиха (2011/12 — 2013/14). С февраля 2013 года стал играть за «Динамо» в КХЛ.
19 июня 2015 был обменян в омский «Авангард» на нападающего Артёма Леонова. Проведя два матча, перешёл в «Торпедо» Нижний Новгород. 1 мая 2016 года подписал односторонний двухлетний контракт с «Динамо». 4 июля 2017 года расторг контракт, затем перешёл в «Сибирь». 16 ноября 2017 года подписал односторонний однолетний контракт с «Динамо», по окончании сезона завершил карьеру.
Участник чемпионата мира среди юниоров 2005.
С 2019 года стал работать в системе «Динамо», с 29 июля 2020 года занял пост директора академии. 21 июля 2021 года был назначен исполняющим обязанности генерального менеджера клуба. В апреле 2023 года стал спортивным директором.

## Достижения
- Чемпион России 2013
- Обладатель Кубка Гагарина 2013
- Обладатель Кубка Континента 2014
- Третий призёр чемпионата России 2015